# Cosmaten

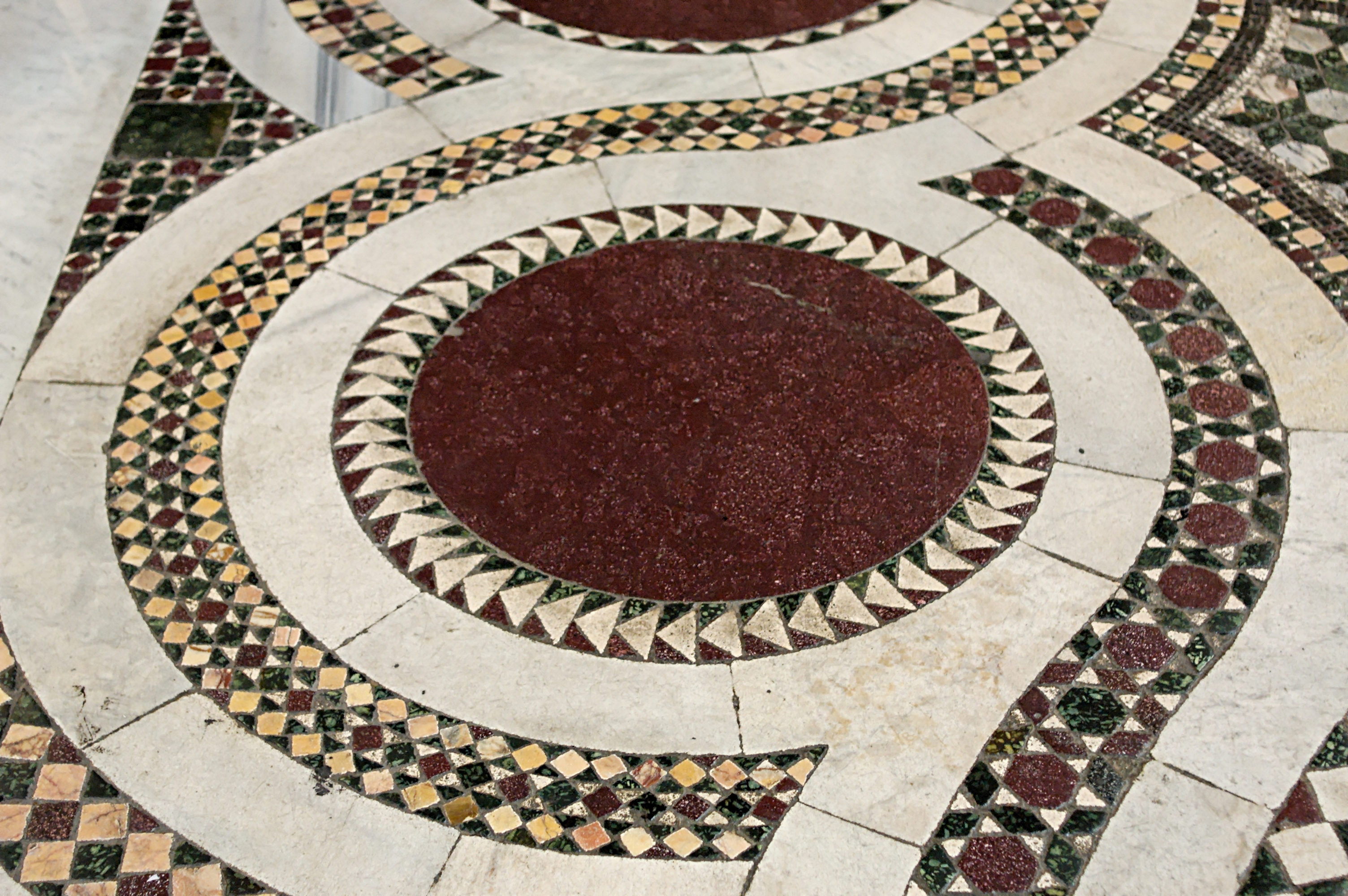
Typische Cosmaten-vloer in de Santa Maria Maggiore in Rome

Onder het begrip cosmaten verstaat men een groep kunstenaars die de cosmatentechniek toepasten. Zij werkten voornamelijk in Rome, waar ze onder meer de Santa Maria in Trastevere, de Santa Maria in Aracoeli, de San Clemente en de Santa Maria in Cosmedin met cosmatenvloeren opsmukten.
Het betrof een kunstvorm waarbij ingewikkelde non-figuratieve mozaïeken werden gevormd uit verschillend gekleurde stukjes marmer. Naast bijvoorbeeld ronde figuren werden er ook strookvormige figuren toegepast.
De techniek werd ontwikkeld in de 12e eeuw en toegepast tot in de 14e eeuw. Toen de pausen tijdens de zogenaamde Babylonische ballingschap der pausen (1309-1377) in Avignon zetelden, raakte de techniek in verval.
De cosmatentechniek werd ook toegepast op zuilen van kleinere afmetingen. De belangrijkste voorbeelden hiervan zijn de kloosterrondgang van de Sint-Jan van Lateranen en die van de Sint-Paulus buiten de Muren. Deze zijn uitgevoerd door de kunstenaar Pietro Vassalletto en zijn zoon.

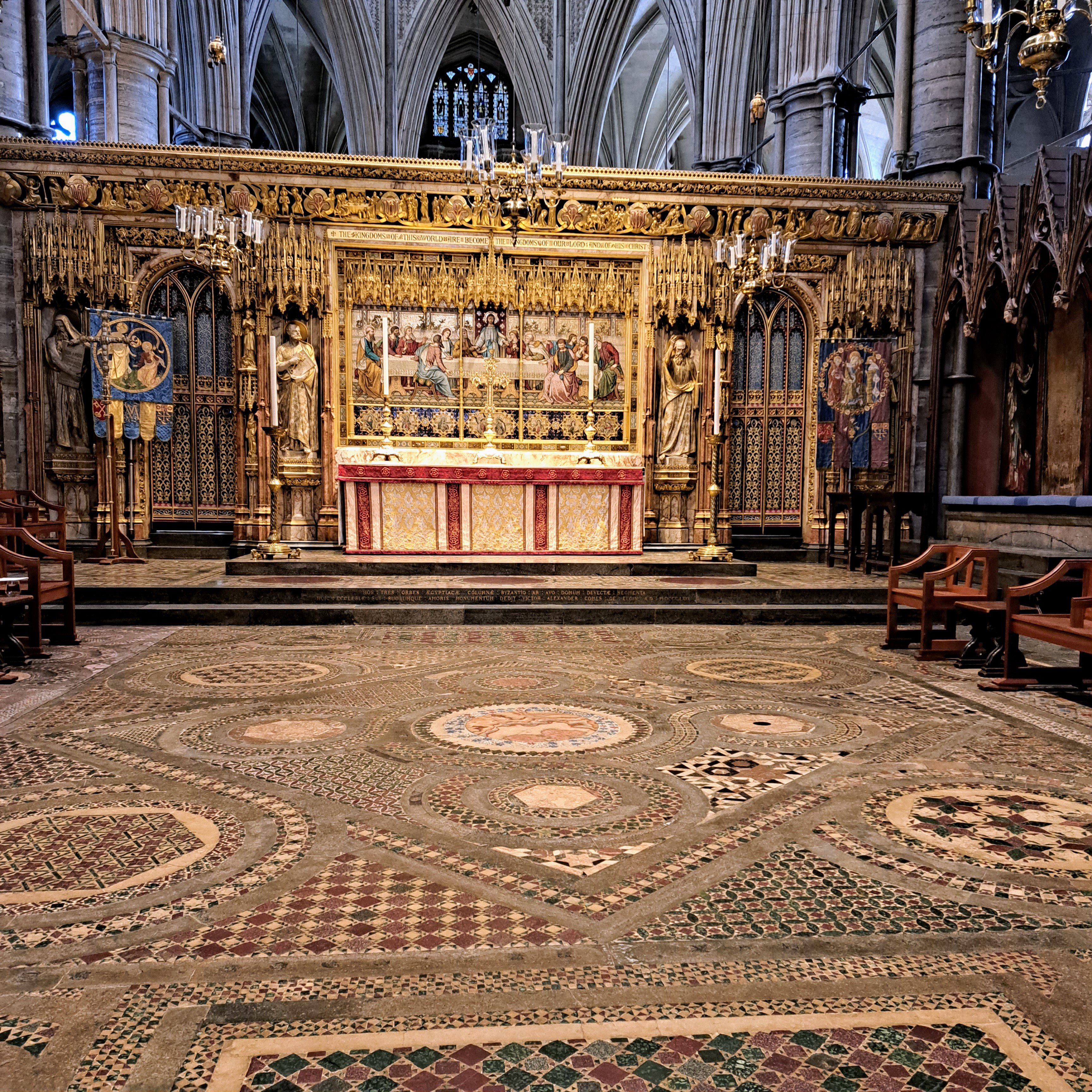
Cosmaten-vloer in Westminster Abbey.

Ook in Westminster Abbey in Londen is een Cosmaten-vloer, de enige ten noorden van de Alpen.